# Ophion obscuratus
Ophion obscuratus är en stekelart som beskrevs av Fabricius 1798. Ophion obscuratus ingår i släktet Ophion och familjen brokparasitsteklar. Arten är reproducerande i Sverige. Utöver nominatformen finns också underarten O. o. ceballosi.